# Mykhailo Boychuk

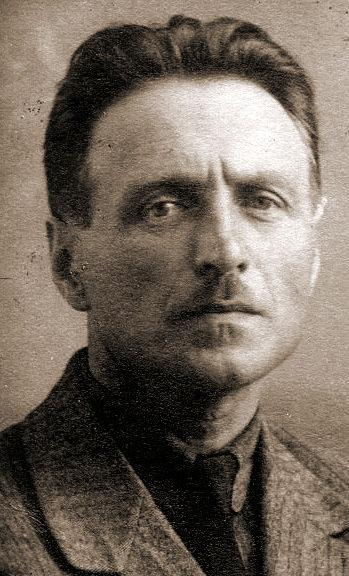
Mykhailo Boychuk (anos 1920)

Mykhailo Boychuk (em ucraniano:  Миха́йло Льво́вич Бойчу́к, 30 de outubro de 1882 - 13 de julho de 1937) foi um pintor ucraniano, mais conhecido como monumentalista. Ele é considerado um representante da geração da Renascença Executada.

## Trabalho
Muitas das obras de Boychuk, que envolviam principalmente afrescos e mosaicos, foram destruídas depois de ele ter sido executado. Mesmo as suas pinturas, que foram mantidas em museus de Lviv, foram destruídas após a Segunda Guerra Mundial. Os principais projectos realizados ou coordenados por Boychuk e a sua escola—que incluíam seu irmão Tymofii Boichuk, Ivan Padalka, Vasyl Sedliar, Sofiia Nalepinska, Mykola Kasperovych, Oksana Pavlenko, Antonina Ivanova, Mykola Rokytsky, Kateryna Borodina, Oleksandr Myzin, Kyrylo Hvozdyk, Pavlo Ivanchenko, Serhii Kolos, Okhrym Kravchenko, Hryhorii Dovzhenko, Onufrii Biziukov, Mariia Kotliarevska, Ivan Lypkivsky, Vira Bura-Matsapura, Yaroslava Muzyka, Oleksandr Ruban, Olena Sakhnovska, Manuil Shekhtman, Mariia Trubetska, Kostiantyn Yeleva, e Mariia Yunak—são uma importante contribuição para a arte ucraniana e mundial.
Logo após a Revolução de Outubro em 1917 Boychuk e um grupo de estudantes, depois de sua indicação, fizeram afrescos para o Teatro de Ópera e Ballet de Kiev (1919), para o Teatro de Ópera de Kharkiv (1921), para o pavilhão da RSS ucraniana na Primeira Indústria de Casa de Campo de Toda-russa e Exposição de Agricultura em Moscovo, e para o Instituto Cooperativo de Kiev (1923). Mais tarde, ele mudou e passou a trabalhar num estilo de realismo socialista, no qual as principais obras do seu grupo foram o Sanatório Camponês em Odessa (1927–28) e o Teatro Dramático Ucraniano Kharkiv Chervonozavodskyi (1933–35).

## Pinturas seleccionadas

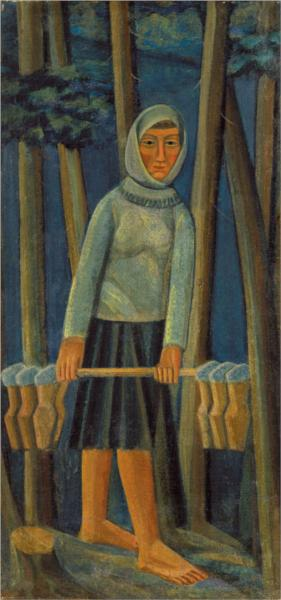
Leiteira
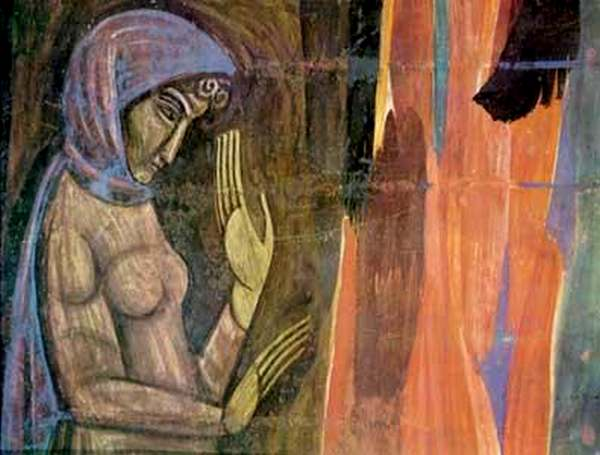
Uma menina
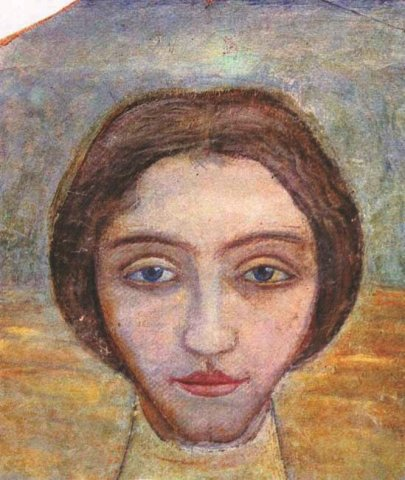
Retrato de uma mulher
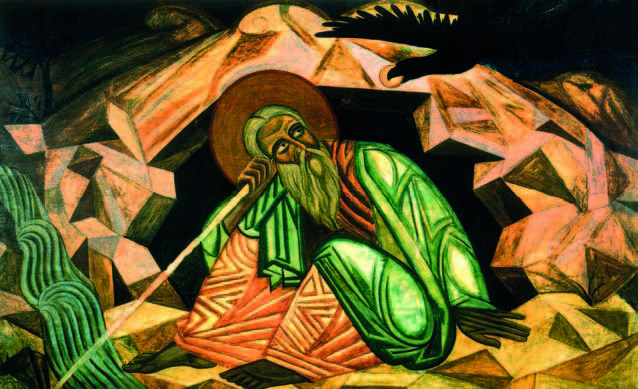
O Profeta Elias